# 미생 (550년)
미생(美生, 550년 ~ 609년?)은 신라 제10대 풍월주이다.

## 화랑세기
필사본 《화랑세기》에 따르면, 조부는 선모(善牟)와 그의 측실(側室)인 보혜(寶兮)의 아들 아시공(阿時公)이고, 조모는 법흥왕과 벽화부인의 딸 삼엽공주(三葉公主), 아버지는 제 2대 풍월주 미진부(未珍夫)로 알려져 있으며, 어머니는 묘도부인(妙道夫人)이라고 알려져 있다. 또한 한때 신라의 실세였던 미실은 미생의 친누나이다.
필사본 《화랑세기》에 따르면, 미생은 말을 타기를 매우 싫어했다고 한다. 그런 미생의 성격 탓에 무려 36살에 이르러서야, 그것도 누나인 미실의 덕을 봐서 풍월주에 간신히 오를 수 있었다. 제5대 풍월주인 사다함이 16살에 풍월주에 오른 것을 감안한다면, 이는 실로 엄청난 차이라 할 수 있다. 이후 미생은 39살이 될 때까지 풍월주로서 재임했다.
하지만 미생은 미남인 데다가 언변과 춤에 능했다. 미생이 눈길을 한 번 주면 따르지 않는 여자가 없을 정도였다. 게다가 미생은 인품 또한 훌륭하였으므로 미생에게는 100명에 육박하는 자녀들과 10,000명에 달하는 그를 스스로 따르는 낭도들이 존재했을 정도였다. 미생은 환갑 이후까지 살아남았다.
필사본 《화랑세기》의 주요 인물인 미실의 남동생이다. 드라마《선덕여왕》에서 미생은 겉으로 보기에는 허세를 부리고 간사한 것처럼 보이지만, 사실 제갈량에서 그 모티브를 따 온 인물인 만큼 중국어에 유창하고 상황을 간파하는 능력이 비교적 뛰어나며 굉장한 학식을 갖춘 인물로 묘사되었다.

## 가족 관계

### 선대
- 조부 : 선모(善牟)와 보혜(寶兮)의 아들 아시공(阿時公)
- 조모 : 법흥왕과 벽화부인의 딸 삼엽공주(三葉公主)
  - 아버지 : 제2대 풍월주 미진부(未珍夫)
- 외조부 : 수지공과 보현공주(지증왕의 딸)의 아들 박영실(朴英失)
- 외조모 : 제 1대 풍월주 위화랑과 오도의 딸, 법흥왕의 후궁 옥진궁주(玉珍宮主)
  - 어머니 : 묘도부인(妙道夫人)
    - 누이 : 미실궁주 김씨

  - 이모 : 진흥왕의 비 사도태후(思道太后)
  - 이모 : 지도부인(진지왕의 비)의 어머니 흥도부인(興道夫人)

### 부인과 후손
- 부인 : 공주(公主) - 이름을 남겨져 있지 않으나, 진흥왕의 공주일 것으로 추측
  - 아들 : 백생(白生)
  - 아들 : 월생(月生)
  - 아들 : 발생(發生)
- 부인 : 준모(俊毛) - 제3대 풍월주 모랑의 딸
- 부인 : 윤옥(允玉) - 문노의 부인 윤궁낭주(允宮娘主)의 여동생
- 정인 : 나마 당두(奈麻 唐斗)의 부인
  - 아들 : 3명
- 정인 : 만세(萬世)의 처제
- 정인 : 많은 첩들
  - 상기한 아들을 포함한 자녀만 100명이라고 기록되어 있음. 이중에는 놀랍게도 친누나인 미실과의 사이에서 나온 자식도 있다.
  - 딸 : 매생(梅生) - 생모 미상

## 관련 작품

### 드라마
- 《선덕여왕》(MBC, 2009년, 배우:정웅인)

| 전임 비보랑 | 제10대 풍월주 | 후임 하종 |